# Montagna in Valtellina
Montagna in Valtellina – miejscowość i gmina we Włoszech, w regionie Lombardia, w prowincji Sondrio.
Według danych na rok 2004 gminę zamieszkiwało 2889 osób, 60,2 os./km².